# Villa Pucara
Villa Pucara es una localidad de Bolivia, ubicada en la región de los valles. Administrativamente se encuentra en el municipio de Independencia de la provincia de Ayopaya en el departamento de Cochabamba.
El pueblo está ubicado en la parte oriental del Cerro Huaychani, a una altitud de 3.201 msnm en un afluente del río Khora Mayu, que fluye en dirección norte a través del río Molina Mayu y el río Khatu hasta el río Sacambaya.
En el pueblo se encuentra la Unidad Educativa Villa Pucara.

## Geografía
Villa Pucará se encuentra entre la Cordillera Mazo Cruz y la Cordillera del Tunari, una sección noroeste de la Cordillera Oriental, que es parte de los Andes. El clima es un típico clima diurno, en el que las fluctuaciones de temperatura entre el día y la noche son más notorias que entre las estaciones.
La temperatura media anual en la región es de poco menos de 15 °C y fluctúa entre 11 °C en junio/julio y 17 °C en noviembre/diciembre. Las precipitaciones anuales rondan los 750 mm, con una estación seca de mayo a agosto con precipitaciones mensuales inferiores a 20 mm, que contrasta con un período de humedad pronunciado en el que los valores mensuales superan los 100 mm de diciembre a marzo.

## Transporte
Villa Pucara se encuentra a una distancia de 201 kilómetros por carretera al noroeste de Cochabamba, la capital departamental.
Por Villa Pucara pasa la carretera nacional sin asfaltar Ruta 25, que conduce en dirección sureste desde La Paz pasando por Chulumani y Villa Pucara hasta Independencia y luego hasta Cochabamba. En Villa Pucara una carretera secundaria se bifurca hacia el este vía Kuti Challani hacia Saylapata, Carhuani y Sivingani.

## Demografía
La población de la localidad aumentó casi una sexta parte en la década entre los dos últimos censos:
| Año  | Habitantes | Fuente |
| ---- | ---------- | ------ |
| 1992 | -          | Censo  |
| 2001 | 161        | Censo  |
| 2012 | 184        | Censo  |

La mayoría de la población local pertenece al pueblo indígena quechua. En el municipio de Independencia el 97,9 % de la población habla quechua.